# Vent ikke for længe
Vent ikke for længe er en dansk dokumentarfilm fra 1947 med instruktion og manuskript af Preben Frank. Filmen er en forkortet udgave af Kampen mod Kræften fra samme år.

## Handling
Filmen appellerer til alle, der mener at have symptomer på kræft, om at gå til læge i tide, idet den giver oplysninger om forskellige former for kræft og om de moderne hjælpemidler, som lægevidenskaben råder over i kampen mod denne sygdom.